# England och Wales

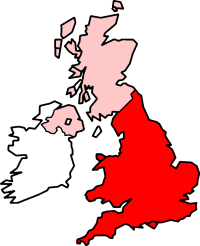
England och Wales (röd färg), samt övriga Storbritannien (rosa).

England och Wales (engelska: England and Wales, kymriska: Cymru a Lloegr) är ett juridiskt begrepp som innebär att Storbritanniens båda riksdelar England och Wales lyder under gemensamma lagar. Dessa lagar avser civilrätt och straffrätt, och är kända som engelsk rätt. Riksdelarna Skottland och Nordirland har egna rättssystem.

## Självstyre i Wales
Wales nationalförsamling (kymriska: Cynulliad Cenedlaethol Cymru) skapades 1999 av Storbritanniens parlament under Government of Wales Act 1998, genom vilket visst självstyre förekommer i  Wales. Wales nationalförsamling fick allt större makt genom Government of Wales Act 2006, och man kan nu föreslå och stifta egna lagar inom vissa ramar. 
Även om det förekommer skillnader mellan lagen i England respektive Wales är rättssystemet i den större helheten samma.